# Strophodus
Strophodus es un género extinto de pez hybodontiforme, que existió desde el Triásico temprano hasta el Cretácico de Europa.

## Descripción
Strophodus era el más grande hybodontiforme, logrando una longitud de 2-3 metros.

## Registro fósil
Este género ha sido informado del Triásico medio al Cretáceo, aunque el género tan actualmente circunscribió fechas del Bathonian-Valanginian, predominantemente de Fósiles de Europa están encontrados en los estratos marinos de Estados Unidos, Irán, Suiza, Madagascar y Europa. Un esqueleto completo estuvo descrito en 2021 del Tardío Jurassic (Tithonian) envejeció Solnhofen Caliza. Anteriormente considerado sinónimo, del género Strophodus (Triásico medio-tardío Cretácico) es ahora considerado distinto, con los dientes de Asteracanthus teniendo más en común con Hybodus y Egertonodus.

## Hábitos de vida
El género parece haber estado adaptado a condiciones marinas abiertas, y probablemente tuvo hábitos epibentónicos.

## Especies
Especies dentro de este género incluyen:
- Strophodus jaisalmerensis Kumar et al., 2021[3]
- Strophodus longidens Agassiz, 1838
- Strophodus magnus Agassiz 1838
- Strophodus medius Owen 1869
- Strophodus minor Agassiz 1837
- Strophodus papillosus Egerton 1854
- Strophodus semisulcatus Agassiz 1837
- Strophodus somaensis Yabe 1902
- Strophodus tenuis Agassiz 1838
- Strophodus udulfensis (Leuzinger et al. 2017)[4]